# Hitler – Aufstieg des Bösen
Hitler – Aufstieg des Bösen (Originaltitel: Hitler: The Rise of Evil) ist eine kanadisch-US-amerikanische Filmbiografie von Christian Duguay aus dem Jahr 2003. Der Film erzählt über das Leben des Diktators Adolf Hitler, gespielt von Robert Carlyle.

## Handlung
Der Film beginnt mit Hitlers Kinderjahren in Österreich, wobei gezeigt wird, dass er von seinem Vater Alois wegen Ungehorsams geschlagen wird und dieser früh verstirbt. Der junge Adolf, genannt Adi, versagt bei der Aufnahmeprüfung für die Kunstakademie, seine Mutter stirbt an Brustkrebs. Seine Schwester Angela Hammitzsch soll sich um Adolf kümmern. Adolf jedoch wird in Wien obdachlos. Der zu dieser Zeit in Wien allgegenwärtige Judenhass fällt bei Hitler auf fruchtbaren Boden. Der Hass auf die Juden weitet sich später auf die Kommunisten aus. 
Der Film zeigt weiter das Leben Hitlers in München und seine Erlebnisse als Frontsoldat im Ersten Weltkrieg, in dem er zuletzt nach einem Senfgasangriff im belgischen Wervik vorübergehend erblindet und im Lazarett in Pasewalk liegt. Hier erfährt er 1918 von der Novemberrevolution und der Kapitulation Deutschlands. Von einer Reichswehrgruppierung, der auch Ernst Röhm angehört, wird er als Spitzel zur Beobachtung der DAP eingesetzt. In dieser Partei, die sich wenig später NSDAP nennt, wird er Redner vor wachsendem Publikum. Den Parteivorsitzenden Anton Drexler zwingt er, zurückzutreten und ihn als neuen Parteivorsitzenden vorzustellen.
Die Zeitung Völkischer Beobachter, die von Hitler entworfene Hakenkreuzfahne, Hitlerbart und Hitlergruß popularisieren seine Partei. Hitler lernt das ehemalige Flieger-Ass Hermann Göring kennen und überzeugt den ehemaligen Chef der dritten Obersten Heeresleitung, Erich Ludendorff dazu, sich ihm anzuschließen. Außerdem schart er Verbündete um sich, die ihm treu ergeben sind, wie Ernst Hanfstaengl oder Rudolf Heß. Den gescheiterten Hitlerputsch stellt der Film als Folge der Inflation 1923 und von Kahrs Verhalten dar.
Nach der raschen Niederschlagung des Putsches bricht für Hitler eine Welt zusammen. Von einem Suizid hält ihn Helene Hanfstaengl ab. Hitler wird vor Gericht gestellt. Ihm gelingt es, durch eine demagogische Rede die Besucher des Prozesses auf seine Seite zu ziehen. Hitler wird zu einer Geldstrafe von 200 Goldmark und fünf Jahren Haft in der Festung Landsberg verurteilt, mit der Möglichkeit einer vorzeitigen Entlassung nach frühestens neun Monaten. Auch in der Festung trifft er auf nationalistisch Gesinnte, die ihn bewundern. Er  schreibt dort Mein Kampf und sucht nach der Entlassung einen Verleger.
Hitler zieht sich zunächst aufs Land von der Politik zurück. Seine Halbschwester Angela führt ihm dort den Haushalt und bringt ihre Tochter Geli Raubal mit. Mit beiden kehrt er nach München zurück. Ludendorff bringt er mit brüsken Vorwürfen dazu, die Partei zu verlassen. Er nimmt Röhm und die SA an die Kandare und bringt die Partei unter seine alleinige Führung. Helene Hanfstaengl lässt er sich um Spenden für die Partei kümmern, Raubal zwingt er in eine unglückliche Beziehung mit ihm. Die Nichte begeht schließlich Suizid und wird durch Eva Braun ersetzt, die ebenfalls einen Selbstmordversuch unternimmt.
Hitler erhält 1932 die deutsche Staatsbürgerschaft und wird im Januar 1933 vom lange widerstrebenden Reichspräsidenten Hindenburg zum Reichskanzler ernannt. Dem Reichstagsbrand im Februar 1933 folgt das im März 1933 in der Krolloper verkündete Ermächtigungsgesetz. Der oppositionelle Verleger Fritz Gerlich wird in „Schutzhaft“ genommen. Im Zuge des Röhm-Putsches Mitte 1934 wird Röhms Homosexualität aufgedeckt, er und viele andere, wie Gregor Strasser und Kurt von Schleicher, erschossen und dadurch Hitlers Machtposition endgültig unanfechtbar.
Die letzten Filmminuten zeigen die Vollendung der Machtübernahme der NSDAP nach dem Tod des Reichspräsidenten Hindenburg im August 1934: die Vereinigung des Amtes des Reichskanzlers und des Reichspräsidenten in Hitler sowie die Vereidigung der Reichswehr auf ihn. Der Abspann zeigt Bilder vom Überfall auf Polen und Leichenberge in Konzentrationslagern. Es werden die Zahlen der im Zweiten Weltkrieg gefallenen Soldaten, der getöteten Zivilisten und ermordeten Juden eingeblendet.
Die erste und die letzte Einstellung des Films zeigen den fälschlich dem Rechtsphilosophen Edmund Burke zugeschriebenen Satz: „Für den Triumph des Bösen reicht es, wenn die Guten nichts tun!“

## Hintergründe
Der Film wurde in Prag und Wien gedreht, nicht jedoch in München, obwohl er zum großen Teil dort spielt. Zu den Darstellern gehörten Friedrich von Thun, Peter O’Toole und Liev Schreiber. Robert Carlyle spielte die Titelrolle. Ewan McGregor hatte sie zuvor abgelehnt. Als Berater standen der Historiker Charles S. Maier, der Literaturwissenschaftler und Rhetorikprofessor Cornelius Schnauber und der Rabbiner Joseph Telushkin zur Seite.
Ursprünglich sollte der Film Hitler: Die frühen Jahre (Hitler: The Early Years) heißen, doch wegen Kritik im Vorfeld und der Befürchtung, Hitler könne in dem Film zu sympathisch wirken, wurden sowohl der Filmtitel als auch Teile des Drehbuches geändert.
In Deutschland sicherte sich RTL2 die Rechte an der Ausstrahlung des Zweiteilers. Die Erstausstrahlung des ersten Teils erfolgte am 24. September 2004. Diesen sahen 2,72 Millionen Zuschauer bei einem Gesamtmarktanteil von 8,8 Prozent. Der zweite Teil wurde am folgenden Tag ausgestrahlt. Dieser war erfolgreicher als der erste Teil mit 2,80 Millionen Zuschauern und einem Gesamtmarktanteil von 9,6 Prozent. RTL 2 zeigt beide Teile des Films regelmäßig und traditionell ohne Werbung im Hauptabendprogramm.

## Historische Ungenauigkeiten und Fehler
- Ursprünglich war der Hitler-Biograf Ian Kershaw am Drehbuch beteiligt. Die Produktionsfirma Alliance Atlantis nahm allerdings Eingriffe in Kershaws Vorlage vor, um den Film dramatischer zu gestalten. Die Änderungen befand der Biograf als so verfälschend, dass er seinen Namen zurückzog.[8][9]
- Zu Beginn des Films wird gezeigt, dass Hitlers Vater Alois vor dem Sohn und seiner Frau Klara zuhause bei einer Mahlzeit stirbt. Tatsächlich starb Alois Hitler in seinem Stammlokal.
- Die Darstellung, Hitler habe als Soldat seinen jüdischen Vorgesetzten erpresst, um das Eiserne Kreuz verliehen zu bekommen, ist frei erfunden. Ebenso die Darstellung, er sei nur knapp einer Bombardierung entkommen, weil er seinen Hund verprügeln wollte.
- Klara Hitlers Arzt, Dr. Eduard Bloch, wird als chassidischer Jude dargestellt. Tatsächlich war er, wie die meisten Juden in Linz zu dieser Zeit, assimiliert.
- Es wird gezeigt, wie Hitler im Mai 1914 mit dem Zug aus Wien nach München reist. Tatsächlich fand diese Reise ein Jahr früher, im Mai 1913, statt.
- Beim Hitlerputsch wird aus Fenstern geschossen. Tatsächlich wurde der Putsch durch eine Polizeisperre der Bayerischen Landespolizei niedergeschlagen. Zudem wurde die Szene in einer engen Straße gefilmt, die keine Ähnlichkeit mit dem weiten Odeonsplatz hat, wo sich die Ereignisse tatsächlich zutrugen.
- Als Ludendorff und Hitler nach dem Putschversuch vor Gericht stehen, klopft der Richter nach amerikanischer Art mit einem Hammer aufs Pult, was bei deutschen Gerichten aber nicht Brauch ist.
- Geli Raubal, die Nichte Hitlers, nannte diesen nicht „Onkel Dolf“, wie im Film, sondern „Onkel Alf“. Sie traf ihn auch nicht zum ersten Mal am Linzer Bahnhof, sondern während seiner Festungshaft.
- Sie erschoss sich auch nicht im Schlafzimmer an der Tür, sondern auf einem Sofa. Die Todesursache, ein Schuss in die Lunge, wurde korrekt dargestellt.
- Hitlers Familie änderte ihren Namen nicht. Hitlers Vater Alois war der uneheliche Sohn von Johann Georg Hiedler (1792–1857) und Maria Schicklgruber (1795–1847) und trug bis zur Beurkundung durch Johann Georgs Bruder Johann Nepomuk Hiedler den Familiennamen seiner Mutter, Schicklgruber, da Johann Georg die Vaterschaft von Alois zeitlebens nie anerkannt hatte. Bei der späteren Beurkundung der Vaterschaft im Jahr 1876, dreizehn Jahre vor Adolf Hitlers Geburt, ließ Johann Nepomuk Hiedler aus unbekanntem Grund die Schreibweise seines Namens, der in verschiedenen Formen seit dem 15. Jahrhundert in Niederösterreich nachweisbar ist, in Hitler ändern. Das erklärt auch, warum der Familienname Hitler in dieser Form weder dort noch weltweit vorkommt. Die tatsächlichen Umstände um die Herkunft Hitlers wurden von der NSDAP vor der Öffentlichkeit geheim gehalten. Goebbels dürfte sich einen Witz über seinen Nachnamen vor einem voll besetzten Festsaal daher kaum erlaubt haben.
- Die Ursache für die zweite Reichstagsauflösung 1932 wird völlig falsch dargestellt. Der Auszug einer einzelnen Fraktion (hier der NSDAP) aus dem Reichstag führte mitnichten zu Neuwahlen und fand so auch überhaupt nicht statt. Vielmehr war es so, dass Reichskanzler von Papen eine Regierungserklärung abgeben wollte, daran aber gehindert wurde, weil die KPD einen Misstrauensantrag stellte und Göring als Reichstagspräsident, die Wortmeldung von Papens ignorierend, darüber abstimmen ließ. Der Antrag wurde von vier Fünfteln der Abgeordneten angenommen und von Papen somit gestürzt. Da dieser aber während der Abstimmung die Auflösungsurkunde des Reichspräsidenten auf Görings Pult gelegt hatte, wurde die Abstimmung für ungültig erklärt, der Reichstag aufgelöst und Neuwahlen angesetzt.
- Während der Ernennung Hitlers zum Reichskanzler durch Hindenburg ist an dessen Ordensspange die Bandfarbe der Medaille zur Erinnerung an den 1. Oktober 1938 mit der Spange „Prager Burg“ zu erkennen, die erst im Jahr 1938 gestiftet wurde.
- Das in dem Film theatralisch in Szene gesetzte Treffen zwischen Paul von Hindenburg und Adolf Hitler, bei dem der Reichspräsident im Jahr 1932 Hitler gegenüber im scharfen Tonfall geäußert haben soll, dass dieser für ihn nur ein „böhmischer Gefreiter“ sei, hat in dieser Form niemals stattgefunden. Dass Hindenburg eine persönliche Aversion gegen Hitler hatte, behaupten viele Quellen (vorwiegend Memoiren).
- Im Film wird es so dargestellt, als habe Hitler den Reichstagsbrand zum Vorwand für das „Ermächtigungsgesetz“ genommen. Tatsache ist, dass die unmittelbare Reaktion der Regierung auf den Brand in der von Hindenburg unterzeichneten „Notverordnung zum Schutz von Volk und Staat“ bestand, die wesentliche Grundrechte einschränkte, jedoch nicht durch den Reichstag gebracht wurde. Das „Ermächtigungsgesetz“ hingegen wurde am 24. März 1933, also fast einen Monat nach dem Reichstagsbrand und ohne direkten Zusammenhang mit selbigem, vom Reichstag verabschiedet. Notverordnung und „Ermächtigungsgesetz“ werden im Film somit gleichgesetzt.
- Während der Reichstagsdebatte über das Ermächtigungsgesetz schmettern die Abgeordneten der NSDAP im Film die Nationalhymne, woraufhin die Abgeordneten aller anderen Fraktionen eingeschüchtert ihren Widerstand gegen das Gesetz aufgeben. Es wird damit völlig übergangen, dass die Kommunisten bereits faktisch verboten waren, ihre Reichstagsmandate für ungültig erklärt und sie daher nicht anwesend waren, und dass die SPD-Fraktion einstimmig gegen das Gesetz gestimmt hat. Außerdem waren in Wirklichkeit der Reichstagsdebatte folgende Ereignisse vorausgegangen: die Auflösung des Reichstages als Bedingung für Hitlers Kanzlerschaft, die Neuwahlen des Reichstages am 5. März unter massiver Behinderung der Arbeit der anderen Parteien, die Eröffnung des am 5. März neu gewählten Reichstages in der Potsdamer Garnisonkirche sowie längere Verhandlungen mit den anderen Parteien (ausgenommen SPD und der verbotenen KPD) bezüglich des Ermächtigungsgesetzes.
- Nach der Ernennung Hitlers zum Reichskanzler steht dieser auf einem Balkon, tatsächlich wurde dieser „Führerbalkon“ erst 1935 von Albert Speer an den Erweiterungsbau der Reichskanzlei angefügt.[10]
- Die Fahrzeuge Hitlers der Marke Mercedes haben das falsche Baujahr, sie stammen aus einer späteren Zeit.
- Es werden größtenteils neuere amerikanische Telefonapparate verwendet. In diese Zeit passen eigentlich die reichsdeutschen Fernsprecher ZB/SA 19, ZB/SA 24 und der W28.
- Die „Schutzhaft“ missliebiger politischer Gegner wurde nicht von regulären Polizeitruppen der Schutzpolizei durchgeführt, wie im Film dargestellt, sondern von der SS und der SA.
- Fritz Gerlich wurde nicht durch die SS zu Tode geprügelt, er starb bei einer Erschießung zusammen mit Paul Röhrbein.
- Gregor Strasser wurde durch drei Schüsse in die Schläfe und zwei in den Hinterkopf getötet. Im Film erschießt ein SS-Mann ihn aus einem vorbeifahrenden Auto von vorn.
- Ernst Röhm ist bei seiner Erschießung bekleidet, jedoch hatte er in Wirklichkeit demonstrativ seinen Oberkörper entblößt. Er wird nicht von zwei SS-Männern erschossen, ihn exekutierte der erste Kommandant des KZ-Dachau, Theodor Eicke, ein Vertrauter Hitlers und SS-Funktionär.
- Nach dem Röhm-Putsch hält Hitler eine Ansprache vor Tausenden SA-Männern (gekleidet in Reichswehr-Uniformen), die er über die Vorfälle und ihre neue Aufgabe aufklärt. Es ist nicht belegt, dass so eine Versammlung stattgefunden hat, auch erscheint es fragwürdig, dass die SA-Männer plötzlich Reichswehr-Uniformen tragen. Die angekündigte Übernahme in die Armee („...werde Sie alle in die Reichswehr übernehmen...“) ist in dieser Form ebenfalls erfunden.
- An Erich Ludendorffs Uniform ist mehrmals der Bruststern zum Großkreuz des Eisernen Kreuzes deutlich zu erkennen. Dieser wurde allerdings nur an Blücher und Hindenburg verliehen.

## Kritiken
- Das Lexikon des internationalen Films bezeichnete den Film als „nicht frei von Spekulationen im privaten Bereich“ Hitlers und als „solide ausgestattet und überzeugend gespielt“; es werde versucht, „jede Idealisierung zu vermeiden“.[11]

- TV Spielfilm fand, der „Zweiteiler […] bürdet sich nicht den Anspruch auf, alle Hintergründe und Fassetten des Phänomens auszuleuchten, sondern konzentriert sich ganz auf seine Hauptfigur.“ Robert Carlyle „[rollt] als jugendlicher Hitler noch etwas zu dämonisch mit den Augen, entwickelt in der heiklen Rolle aber zusehends Überzeugungskraft“[12], seine „bravouröse Hitler-Interpretation steht Bruno Ganz in nichts nach“;[13] er „brilliert als Nazi-Diktator“.[14] Das Werk sei eine „gut recherchierte Geschichtslektion“[12] und das Resümee lautete: „Zeitgeschichte im Zeitraffer: spannend“.[13]

- Der Spiegel bezeichnete den Film als „Seifenoper“ und „plattes Melodram mit erfundenen Schlüsselszenen – Hitler für Dumme“.[15]

## Auszeichnungen
Der Film erhielt zahlreiche Filmpreise, darunter 2003 zwei Emmys bei sieben Nominierungen.

## Synchronisation
| Rolle                | Schauspieler       | Synchronsprecher   |
| -------------------- | ------------------ | ------------------ |
| Adolf Hitler         | Robert Carlyle     | Jacques Breuer     |
| Klara Hitler         | Stockard Channing  | Angelika Bender    |
| Fritz Gerlich        | Matthew Modine     | Philipp Moog       |
| Ernst Hanfstaengl    | Liev Schreiber     | Marco Kröger       |
| Ernst Röhm           | Peter Stormare     | Leon Rainer        |
| Erich Ludendorff     | Friedrich von Thun | Friedrich von Thun |
| Joseph Goebbels      | Justin Salinger    | Frank Röth         |
| Paul von Hindenburg  | Peter O’Toole      | Jürgen Thormann    |
| Helene Hanfstaengl   | Julianna Margulies | Madeleine Stolze   |
| Gustav von Kahr      | Terence Harvey     | Walter von Hauff   |
| Hermann Göring       | Chris Larkin       | Claus Brockmeyer   |
| Rudolf Heß           | James Babson       | Manfred Trilling   |
| Friedrich Hollaender | Harvey Friedman    | Claus-Peter Damitz |
| Anton Drexler        | Robert Glenister   | Dieter Memel       |
| Alois Hitler         | Ian Hogg           | Michael Rüth       |
| Gregor Strasser      | Wolfgang Müller    | Wolfgang Müller    |
| Georg Neithardt      | George Pensotti    | Michael Gahr       |
| Eva Braun            | Zoe Telford        | Sonja Reichelt     |
| Geli Raubal          | Jena Malone        | Maren Rainer       |